# Effingham (New Hampshire)
Effingham – miasto w Stanach Zjednoczonych, w stanie New Hampshire, w hrabstwie Carroll.